# Io ho paura
Io ho paura  è un film del 1977 diretto da Damiano Damiani.

## Trama
Un brigadiere di polizia, Graziano, viene assegnato come scorta al giudice Cancedda: i due diventano subito amici. L'agente capisce ben presto i pericoli che il magistrato sta correndo a causa del suo operato e cerca, invano, di convincerlo a fermarsi. Dopo il suo assassinio Graziano si deve occupare della scorta di un altro giudice, Moser, personaggio equivoco e vicino alla mafia e ai servizi segreti deviati.

## Distribuzione
Distribuito nei cinema italiani il 6 ottobre 1977, ha incassato complessivamente 1.708.460.918 lire dell'epoca.